# Muscle court fléchisseur du petit doigt
Le muscle court fléchisseur du petit doigt est un muscle de la loge hypothénar de la main. Il est innervé par le rameau profond du nerf ulnaire.

## Description
Le muscle court fléchisseur du petit doigt nait sur l'hamulus de l'hamatum et sur le rétinaculum des fléchisseurs. Son ventre est grêle et oblique médialement. Il a une insertion basse sur la base de la 1e phalange du petit doigt (5e doigt), par un tendon commun avec le muscle abducteur du petit doigt de la main.

## Action
Son action est la flexion de l'articulation métacarpo-phalangienne du petit doigt.